# Kigongo
Kigongo è una circoscrizione rurale (rural ward) della Tanzania situata nel distretto di Chato, regione di Geita. Conta una popolazione di 23 718 abitanti (censimento 2012).